# Кінець світу з подальшим симпозіумом
Кінець світу з подальшим симпозіумом — радянський трисерійний телефільм 1986 року за однойменною п'єсою Артура Копіта. Це останній фільм, знятий Тетяною Ліозновою. Був показаний по радянському телебаченню єдиний раз у 1987 році.

## Сюжет
Мільйонер Філіп Стоун, який володіє секретною інформацією про ядерну політику США, переконаний, що вона несе реальну небезпеку людям планети. Вірячи в творчу місію мистецтва, він вирішує замовити драматургу Майклу Тренту п'єсу на тему про загрозу ядерної війни. Для того щоб написати п'єсу Трент змушений зустрітися з урядовцями, військовими, вченими…

## У ролях
- Вадим Андреєв —  Майкл Трент
- Армен Джигарханян —  Філ Стоун
- Надія Румянцева —  Одрі Вуд
- Олег Табаков —  Пол Коуен
- Євген Весник —  Мілтон Грінблат
- Еммануїл Віторган —  генерал Уілмер
- Олег Басілашвілі —  Стенлі Баррет
- Сергій Ковальов —  Піт
- Дмитро Пєвцов —  Джим
- Юрій Медведєв —  господар ресторану
- Юрій Шерстньов —  Чарльз
- Тетяна Чорноп'ятова —  Стелла
- Віктор Незнанов —  людина Стоуна
- Олександр Новиков —  секретар Вілмер
- Ерменгельд Коновалов —  Іван
- Володимир Уан-Зо-Лі —  лакей Баррета

## Творці фільму
- Автор сценарію та режисер:  Тетяна Ліознова
- Оператори-постановники:  Петро Катаєв (помер під час зйомок фільму),  Михайло Якович
- Художник-постановник:  Борис Дуленков
- Художник по костюмах:  Маріам Биховська
- Композитор: Гія Канчелі
- Звукооператор: Леонард Бухов
- Головний консультант:  Володимир Самарін
- Переклад п'єси: Володимир і Олена Симонова
- Зйомки в Вашингтоні і Нью-Йорку:

- Кореспонденти:  Володимир Дунаєв, В. Лобаченко
- Оператори: С. Черкасов, Е. Свєшніков

- У фільмі використані фрагменти симфонії Гії Канчелі «Світла печаль» для двох дитячих голосів, дитячого хору та великого оркестру (1984-85).

- Хор хлопчиків Московського хорового училища ім. Свєшнікова, худ. керівник:  Віктор Попов
- Диригент хору:  Лев Конторович, солісти: Валентин Констанді, Костянтин Савочкин

- Директор: Яків Каллер.